# Polietes fuscisquamosa
Polietes fuscisquamosa är en tvåvingeart som beskrevs av Fritz Isidore van Emden 1965. Polietes fuscisquamosa ingår i släktet Polietes och familjen husflugor. Inga underarter finns listade i Catalogue of Life.